# Sleumeria auriculata
Sleumeria auriculata är en tvåhjärtbladig växtart som beskrevs av Utteridge, Nagam. & Teo. Sleumeria auriculata ingår i släktet Sleumeria och familjen Icacinaceae. Inga underarter finns listade i Catalogue of Life.